# 恩坎德拉
恩坎德拉是南非的城鎮，位於該國東北部，由夸祖魯-納塔爾省負責管轄，面積210.92平方公里，海拔高度1,090米，2001年人口17,424，人口密度每平方公里83人。